# Choristima annectens
Choristima annectens är en kackerlacksart som först beskrevs av Morgan Hebard 1943.  Choristima annectens ingår i släktet Choristima och familjen småkackerlackor. Inga underarter finns listade i Catalogue of Life.